# Volkra Ottó János
Heidenreichsteini gróf Volkra Ottó János (Bécs, 1665. november 7. – Pozsony, 1720. december 19.) megyéspüspök. 

## Életútja
Édesapja, Folckrat Ottó Ferdinánd Teofil 1674-től a szepesi kamara elnöke, 1687-ben lett magyar honos. Ottó 1670-ben a Pázmáneumban kezdte a teológiát, amit Parmában fejezett be, Bécsben Trautson 1688. június 12-én pappá szentelték, első miséjét december 3-án mondotta. 1690 és 1698 között Himberg (Alsó-Ausztria) plébánosa, ahol fölépíttette a török betöréskor lerombolt plébánosházat. Királyi tanácsos, 1698. szeptember 25-én pozsonyi prépost, 1700. március 13-án szkardonai választott püspök. Május 15-től Kollonics bíboros pozsonyi általános helynöke és 1699–1710 között a Szent Márton templom plébánosa. 1708-tól királyi tanácsos.
1710. május 28-án nevezte ki I. József király veszprémi püspökké. November 30-án Lanzendorfban (Ausztria) szentelték püspökké. 1710-ben Hódosi Sámuel református szuperintendest elűzte Veszprémből. 1711-ben alapította a Szent Anna szemináriumot, amely 1722-ig működött. Plébániákat alapított, visszaszerezte a zágrábi püspök és az esztergomi érsek joghatósága alá került plébániákat. Veszprémben letelepítette a piaristákat és rekatolizálta a várost. Az 1715. évi országgyűlés Volkra indítványára honosította meg a piaristákat. A szeminárium 6 növendékének eltartására 7000 ezüst forintot adott, amit végrendeletében 2000 forinttal kiegészített.
1717. január 1-én földesúri jogait érvényesítve a református templomot, paplakot és iskolát lefoglalta, megszüntette a protestáns vallásgyakorlatot, az épületeket a piaristáknak adta. Nepomuki Szent János kultuszát a sümegi, szentgyörgyi és veszprémi szobrok fölállításával terjesztette. 1716. szeptember 3-án Andocson letelepíttette a ferenceseket. Kollányi Ferenc kutatásai szerint a királyné koronázási jogot visszaszerezte, és 1714. október 18-án ő koronázta meg III. Károly feleségét. 1718. július 15-én győri házában elégtek a másolás céljára odavitt püspökségi és káptalani javakat igazoló oklevelek.
Az egyházmegye területére német, cseh, morva, tót telepeseket hozatott. A pozsonyi dómban temették el. Püspöki széke 1721–1722 között üresen állt, utóda 1723-tól Esterházy Imre gróf.